# Letterbomb
«Letterbomb» (Carta Bomba) es la décima canción de la ópera rock American Idiot de la banda Green Day, el inicio de la canción es un fragmento de "Homecoming: III Nobody Likes You", del mismo álbum y es cantada por Kathleen Hanna.

## Historia de Jesus of Suburbia
Jesus encuentra una carta de Whatsername, donde dice que lo deja para siempre, ya que él y la ciudad terminarán con destruirla, además le dice que ella sabe que su nombre no es Jimmy, que el no es el Jesus de los Suburbios (Jesus Of Suburbia), y que St. Jimmy es solo una representación de su padre rabia y su madre amor (en alusión a la primera parte de Jesus of Suburbia) y que ellos lo forjaron como el idiota americano (American Idiot).

## En otros medios
Un fragmento de la canción puede ser escuchada en la escena inicial de la película Journey 2: The Mysterious Island.

## Intérpretaciones en vivo
Durante la etapa promocional del American Idiot, se le era tocada junto al disco entero, sin embargo, no formaba parte del setlist habitual con el que se presentaba durante el American Idiot World Tour. Durante las posteriores giras pasó a formar parte inamovible del set.

## Versiones
- Versión en vivo grabada en Chula Vista, California el 9 de febrero de 2010 durante el 21st Century Breakdown World Tour e incluida como bonus track en la edición digital de Awesome As Fuck y como lado B del sencillo Bang Bang;[2] también fue lanzada como sencillo digital para Alemania.[3]
- Versión en vivo grabada en Irving Plaza, Nueva York el 21 de septiembre de 2004 durante la fiesta de estreno del disco American Idiot. Incluida como lado B de algunas versiones del sencillo Boulevard of Broken Dreams[4]
- Versión del musical de Broadway American Idiot lanzado dentro del soundtrack del mismo, con una versión interpretada por los actores.[5]